# Mario Romancini
Mario Klabin Xavier Romancini (ur. 15 grudnia 1987 w Telêmaco Borba) – brazylijski kierowca wyścigowy.

## Początek kariery
Karierę rozpoczął późno, bowiem dopiero w 2006 roku wziął udział w Mistrzostwach Brazylii Formuły Renault. W następnym sezonie startował w Mistrzostwach Ameryki Południowej Formuły 3, gdzie zdobył tytuł wicemistrzowski, by w 2008 roku wyjechać do Europy. Tutaj ścigał się w cyklu World Series by Renault, w zespole Epsilon Euskadi, ale przed zakończeniem sezonu został zastąpiony przez Filipe Albuquerque.

## IndyLights / IndyCar Series
W 2009 roku wyjechał do Stanów Zjednoczonych, gdzie startował w serii Firestone IndyLights. Odniósł dwa zwycięstwach na torach owalnych w Milwaukee oraz Homestead, a w klasyfikacji końcowej sezonu zajął szóste miejsce.
W sezonie 2010 występuje w IndyCar Series w barwach zespołu Conquest Racing.

## Statystyki
| Sezon | Seria                           | Zespół              | Wyścigi | Zwycięstwa | PP | NO | Podium | Punkty | Pozycja |
| ----- | ------------------------------- | ------------------- | ------- | ---------- | -- | -- | ------ | ------ | ------- |
| 2006  | Brazylijska Formuła Renault     | Full Time Racing    | 13      | 1          | 1  | 0  | 2      | 123    | 5       |
| 2007  | Południowoamerykańska Formuła 3 | Cesário F3          | 14      | 2          | 2  | 0  | 10     | 85     | 2       |
| 2008  | Formuła Renault 3.5             | Epsilon Euskadi     | 13      | 0          | 0  | 0  | 0      | 3      | 29      |
| 2009  | Indy Lights                     | RLR/Andersen Racing | 15      | 2          | 1  | 1  | 4      | 392    | 6       |
| 2010  | IndyCar                         | Conquest Racing     | 11      | 0          | 0  | 0  | 0      | 149    | 24      |
| 2011  | Mini Challenge Brasil           |                     | 2       | 0          | 0  | 0  | 0      | 0      | 33      |

## Starty w Indianapolis 500
| Rok  | Nadwozie | Silnik | Start | Wynik | Uwagi |
| ---- | -------- | ------ | ----- | ----- | ----- |
| 2010 | Dallara  | Honda  | 27    | 13    |       |

## Wyniki w Formule Renault 3.5
| Legenda oznaczeń w tabelach wyników Wyświetl szablon na nowej stronie | Legenda oznaczeń w tabelach wyników Wyświetl szablon na nowej stronie                                                                     |
| Oznaczenie                                                            | Wyjaśnienie |
| --------------------------------------------------------------------- | --- |
| Złoty                                                                 | Zwycięzca lub mistrzostwo |
| Srebrny                                                               | 2. miejsce lub wicemistrzostwo |
| Brązowy                                                               | 3. miejsce lub II wicemistrzostwo |
| Zielony                                                               | Ukończył, punktował (w klasyfikacji generalnej, gdy zdobył co najmniej jeden punkt na przestrzeni sezonu, poza trzema powyższymi opcjami) |
| Niebieski                                                             | Ukończył, nie punktował (w klasyfikacji generalnej, gdy nie zdobył co najmniej jednego punktu na przestrzeni sezonu)                      |
| Czerwony                                                              | Nie zakwalifikował się (NZ) |
| Czerwony                                                              | Nie prekwalifikował się (NPK) |
| Różowy                                                                | Nie ukończył (NU) |
| Różowy                                                                | Niesklasyfikowany (NS) (w klasyfikacji generalnej, gdy nie został sklasyfikowany w żadnym wyścigu sezonu)                                 |
| Czarny                                                                | Zdyskwalifikowany (DK) |
| Czarny                                                                | Wykluczony (WYK/EX) |
| Biały                                                                 | Nie wystartował (NW) |
| Biały                                                                 | Kontuzjowany (K/INJ) |
| Biały                                                                 | Wyścig odwołany (OD/C) |
| Bez koloru                                                            | Został wycofany (WYC/WD) |
| Bez koloru                                                            | Nie przybył (NP/DNA) |
| Bez koloru                                                            | Nie brał udziału w treningach (NT/DNP) |
| Bez koloru                                                            | Nie został zgłoszony (–) |
| Pogrubienie                                                           | Start z pole position |
| Kursywa                                                               | Najszybsze okrążenie wyścigu |
| †                                                                     | Nie ukończył, ale jego rezultat został zaliczony ze względu na przejechanie więcej niż 90% dystansu wyścigu.                              |
| *                                                                     | Sezon w trakcie |
| 1/2/3                                                                 | Punktowana pozycja w sprincie kwalifikacyjnym                                                                                             |
| Lista systemów punktacji Formuły 1                                    | |

| Rok  | Zespół          | Wyniki w poszczególnych eliminacjach | Wyniki w poszczególnych eliminacjach | Wyniki w poszczególnych eliminacjach | Wyniki w poszczególnych eliminacjach | Wyniki w poszczególnych eliminacjach | Wyniki w poszczególnych eliminacjach | Wyniki w poszczególnych eliminacjach | Wyniki w poszczególnych eliminacjach | Wyniki w poszczególnych eliminacjach | Wyniki w poszczególnych eliminacjach | Wyniki w poszczególnych eliminacjach | Wyniki w poszczególnych eliminacjach | Wyniki w poszczególnych eliminacjach | Wyniki w poszczególnych eliminacjach | Wyniki w poszczególnych eliminacjach | Wyniki w poszczególnych eliminacjach | Wyniki w poszczególnych eliminacjach | Punkty | Pozycja |
| ---- | --------------- | ------------------------------------ | ------------------------------------ | ------------------------------------ | ------------------------------------ | ------------------------------------ | ------------------------------------ | ------------------------------------ | ------------------------------------ | ------------------------------------ | ------------------------------------ | ------------------------------------ | ------------------------------------ | ------------------------------------ | ------------------------------------ | ------------------------------------ | ------------------------------------ | ------------------------------------ | ------ | ------- |
| 2008 | Epsilon Euskadi | ITA                                  | ITA                                  | BEL                                  | BEL                                  | MON                                  | GBR                                  | GBR                                  | HUN                                  | HUN                                  | DEU                                  | DEU                                  | FRA                                  | FRA                                  | PRT                                  | PRT                                  | ESP                                  | ESP                                  | 3      | 29      |
| 2008 | Epsilon Euskadi | NU                                   | 12                                   | 10                                   | 17                                   | NU                                   | 18                                   | 19                                   | NU                                   | NU                                   | 9                                    | NU                                   | NU                                   | 18                                   | –                                    | –                                    | –                                    | –                                    | 3      | 29      |